# Слепозмейки
Слепозмейки, или слепуны (лат. Typhlopidae), — семейство червеобразных змей. Как правило, имеют мелкие размеры, не превышающие 30 см, короткий толстый хвост с шипиком на конце, направленным вниз ртом и редуцированными глазами. Включает более 280 видов, ведущих роющий образ жизни.

## Внешний вид и строение
Мелкие червеобразные змеи, достигающих общей длины от 14—18 см (браминский слепун) до 96 см (гигантский слепун), хотя большая часть представителей не превышает 30 см. Хвост очень короткий и толстый, обычно оканчивается острым шипиком. Туловище покрыто гладкими чешуями округлой формы, не отличающимися по размеру на брюшной и спинной стороне тела. Голова с заметно выдающейся вперёд мордой и направленным вниз ртом. Глаза сильно редуцированы и затянуты плотными роговыми щитками, проглядывают в виде тёмных пятен или внешне незаметны.
Череп плотный, компактный и отличается низкой подвижностью элементов. Верхнечелюстные кости ориентированы поперечно, лежат на предлобных, причленяясь к ним при помощи связок; на их задненижнем конце сидят несколько мелких зубов. Предчелюстные не контактируют с верхнечелюстными и не несут зубы. Зубов нет также на нёбных и крыловидных костях и на костях нижней челюсти. Узкие и короткие крыловидные кости не соединены с квадратной костью и нижней челюстью. Венечная кость хорошо развита. Носовые кости широко контактируют с лобными и предлобными. Надвисочные отсутствуют. Имеются рудименты таза, реже — задних конечностей. Имеют две общие сонные артерии. Левое лёгкое рудиментарное или полностью редуцировано, но имеется многокамерное трахейное лёгкое. У самок сохраняется только правый яйцевод.

## Образ жизни
Ведут роющий образ жизни и на поверхности почвы встречаются очень редко. Активны по ночам. Питаются различными беспозвоночными, часто селятся в термитниках.

## Размножение
Репродуктивная биология у большей части представителей неизвестна, но все исследованные виды яйцекладущие, за возможным исключением Typhlops diardii, в котором наблюдали эмбрионы, что может свидетельствовать не о живорождении, а о задержке яиц в яйцеводах. В одной кладке может быть от 2—7 (у браминского слепуна) до 40—60 яиц (у гигантского слепуна). Яйца откладываются либо вскоре после оплодотворения, при этом инкубация длится 6—10 недель, или, у (Afrotyphlops bibronii), за неделю до вылупления. В семействе имеется единственный известный однополый вид змей, имеющий триплоидный набор хромосом и гибридогенное происхождение — браминский слепун. Так как его представители размножаются партеногенезом, он широко распространился по тропическим широтам в результате непреднамеренных интродукций

## Систематика
Являются самым разнообразным семейством червеобразных змей. По данным Reptile Database на март 2025 года в семействе насчитывается более 280 видов из 19 родов:
| Латинское название | Русское название                      | Количество видов |
| ------------------ | ------------------------------------- | ---------------- |
| Acutotyphlops      | -                                     | 5                |
| Afrotyphlops       | -                                     | 28               |
| Amerotyphlops      | -                                     | 19               |
| Anilios            | -                                     | 46               |
| Antillotyphlops    | -                                     | 12               |
| Argyrophis         | -                                     | 12               |
| Cubatyphlops       | -                                     | 12               |
| Cyclotyphlops      | -                                     | 1                |
| Grypotyphlops      | -                                     | 1                |
| Indotyphlops       | -                                     | 22               |
| Letheobia          | -                                     | 37               |
| Madatyphlops       | -                                     | 15               |
| Malayotyphlops     | -                                     | 12               |
| Pseudoindotyphlops | -                                     | 2                |
| Ramphotyphlops     | Рамфотифлопсы, или браминские слепуны | 23               |
| Rhinotyphlops      | Ринотифлопсы, или слепуны Фитцингера  | 7                |
| Sundatyphlops      | -                                     | 1                |
| Typhlops           | Слепозмейки                           | 21               |
| Xeroyphlops        | -                                     | 5                |